# Bulbophyllum hamatipes
Bulbophyllum hamatipes là một loài phong lan thuộc chi Bulbophyllum.